# Eluru (Distrikt)
Der Distrikt Eluru (Telugu ఏలూరు జిల్లా) ist ein Verwaltungsdistrikt im indischen Bundesstaat Andhra Pradesh. Verwaltungssitz ist die namensgebende Stadt Eluru. Der Distrikt wurde 2022 gebildet.

## Lage

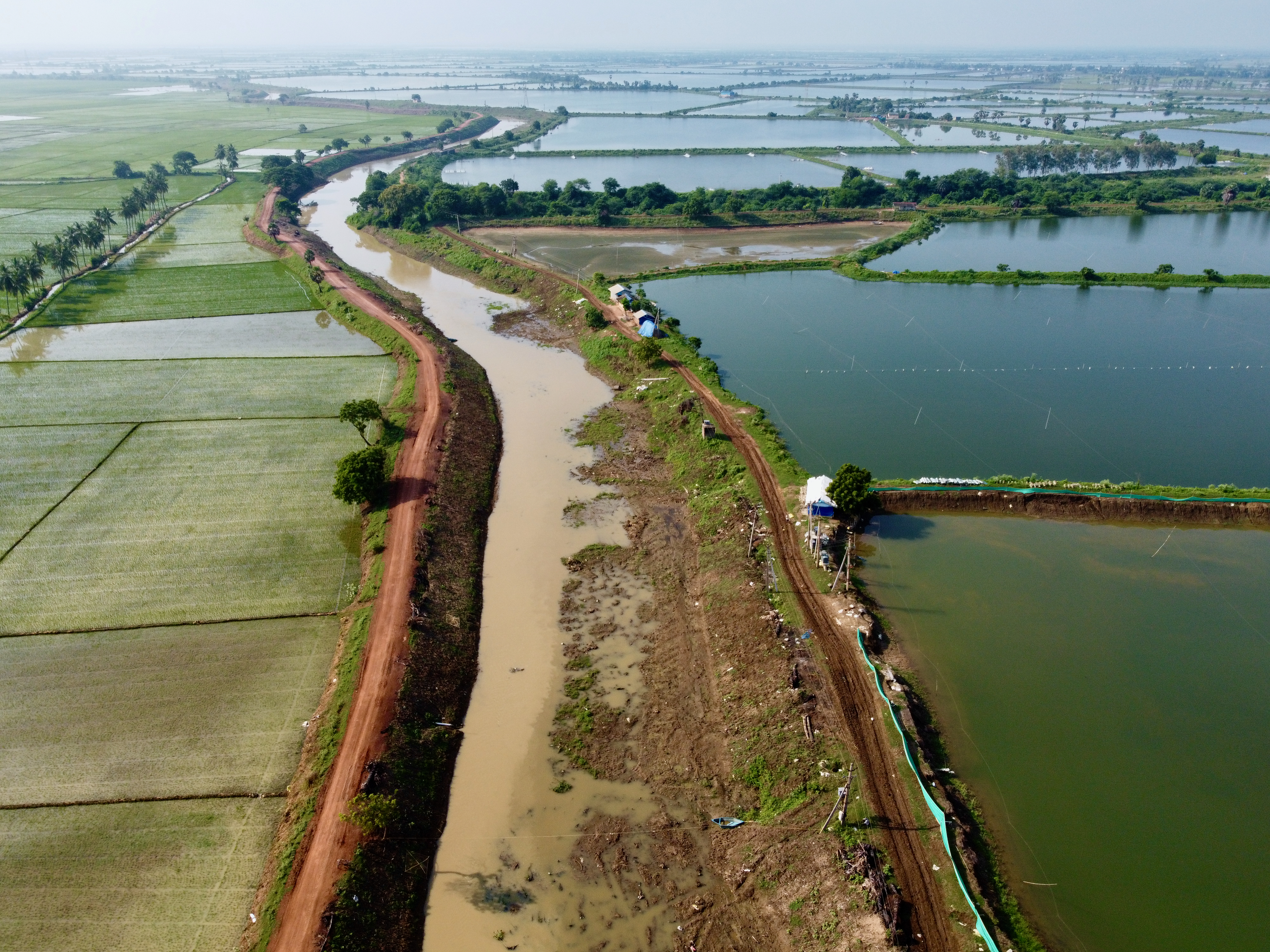
Bewässerungskanäle und Reisfelder nahe dem Ort Kovvali

Der Distrikt liegt im Binnenland von Andhra Pradesh am Unterlauf des Godavari-Flusses, der die nordöstliche Distriktgrenze bildet. In einem kleinen südöstlichen Ausläufer reicht das Distriktgebiet bis kurz vor die Küste des Golfs von Bengalen. Im nördlichen Abschnitt ist der Distrikt durch das Bergland der Ostghats geprägt. Hier liegt auch ein Teil des größtenteils dicht bewaldeten Papikonda-Nationalparks. Im Süden ist das Terrain überwiegend eben und Teil der Küstenebene von Andhra Pradesh.
Das Ortsklima ist tropisch und durch den Monsun geprägt. Die jahreszeitliche Temperatur variiert zwischen maximal etwa 36,2 °C und minimal etwa 19,9 °C, wobei April und Mai die heißesten Monate sind. Der größte Teil des Niederschlags fällt während des Südwestmonsuns (Oktober bis Dezember, ca. 790 mm) und des Nordostmonsuns (Juni bis September, ca. 240 mm).

## Geschichte
Der Distrikt wurde am 4. April 2022 im Rahmen einer Distriktneugliederung Andhra Pradeshs aus Teilen des Distrikts East Godavari und acht Mandals des damaligen Distrikts Krishna neu geschaffen. Der neue Distrikt wurde nach seiner Distrikthauptstadt Eluru benannt.

## Bevölkerung
Da der Distrikt zum Zeitpunkt der letzten Volkszählung 2011 noch nicht existierte, gibt es keine direkten Angaben der indischen Zensusbehörde zu den Bevölkerungsverhältnissen. Aus den Daten einzelner Verwaltungsuntereinheiten lassen sich jedoch demografische Daten errechnen. Demnach hatte der spätere Distrikt im Jahr 2011 2.002.658 Einwohner (davon 1.002.389 weiblich, 50,5 %), was bei einer Fläche von 6411,56 km² einer Bevölkerungsdichte von 312 Einwohnern pro Quadratkilometer entsprach. 1.618.288 Einwohner (80,70 %) lebten in ländlichen und 384.370 (19,30 %) in städtischen Siedlungen. 438.087 Personen (21,87 %) waren Angehörige registrierter unterprivilegierter Kasten (scheduled castes) und 121.973 (6,09 %) waren Angehörige der registrierten indigenen Stammesbevölkerung (scheduled tribes, Adivasi). 71,44 % der Distriktbevölkerung über 6 Jahre konnten lesen und schreiben (im Durchschnitt Andhra Pradeshs 67,35 %).

## Verwaltungsgliederung

### Mandals
Im Jahr 2023 war der Distrikt in drei Divisionen und 27 Mandals unterteilt.
- Division Eluru mit den 12 Mandals Eluru, Denduluru, Pedavegi, Pedapadu, Unguturu, Bhimadole, Nidamarru, Ganapavaram, Kaikaluru, Mandavalli, Kalidindi, Mudinepalle
- Division Nuzivid mit den 6 Mandals Nuziveedu, Agiripalli, Chatrai, Musunuru, Chintalapudi, Lingapalem
- Division Jangareddygudem mit den 9 Mandals Kamavarapukota, T. Narasapuram, Jangareddygudem, Polavaram, Buttaigudem, Jeelugumilli, Koyyalagudem, Kukunoor, Velairpad

### Städtische Siedlungen
Bei der Volkszählung 2011 gab es im späteren Distrikt eine Municipial Corporation (MC), eine Municipality (M) und vier Census Towns (CT). Im Folgenden sind die Einwohnerzahlen bei der Volkszählung 2011 angegeben.
- Eluru (MC, 218.020)
- Nuzvid (M, 58.590)
- Gavaravaram (CT, 10.029)
- Tangellamudi (CT, 8.250)
- Sanivarapupet (CT, 8.142)
- Satrampadu (CT, 6.393)

## Wirtschaft

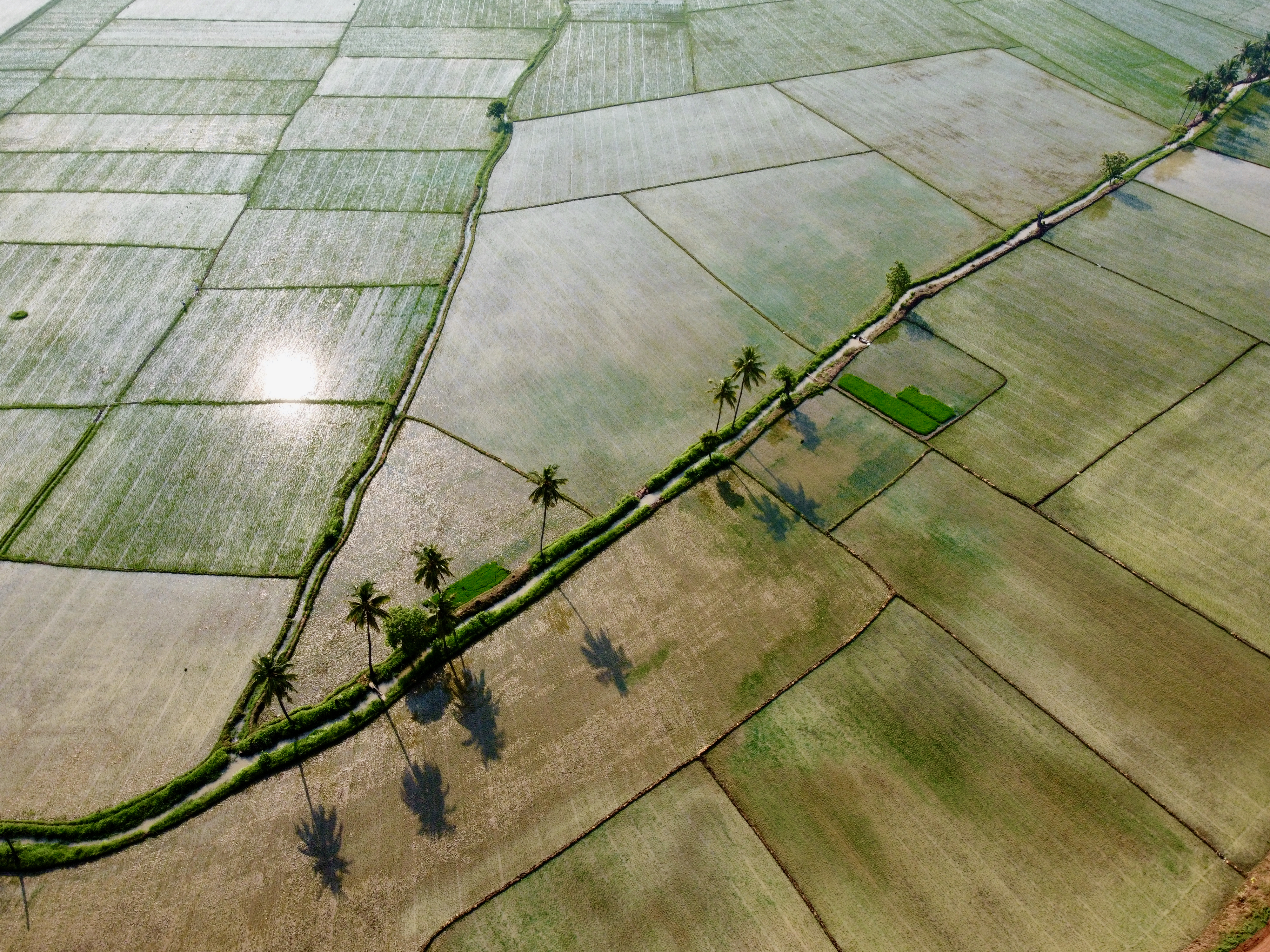
Reisfelder im Mandal Denduluru

Die Wirtschaft ist stark durch die Landwirtschaft geprägt. Hauptprodukte sind Reis, Bananen, Zuckerrohr und Kokosnüsse. Wichtige Exportprodukte sind außerdem Cashewnüsse, Mangos und Tabak. Die Aquakultur (Zuchtgarnelen) ist von Bedeutung. In der Distrikthauptstadt gibt es eine überregional bekannte Wollteppichindustrie.

## Besonderheiten
Im nördlichen Teil des Distrikts liegt zum Teil der Papikonda-Nationalpark. Im Distrikt gibt es mehrere bekannte Hindu-Tempel, die das Ziel von Pilgern sind.